# Aislamiento acústico

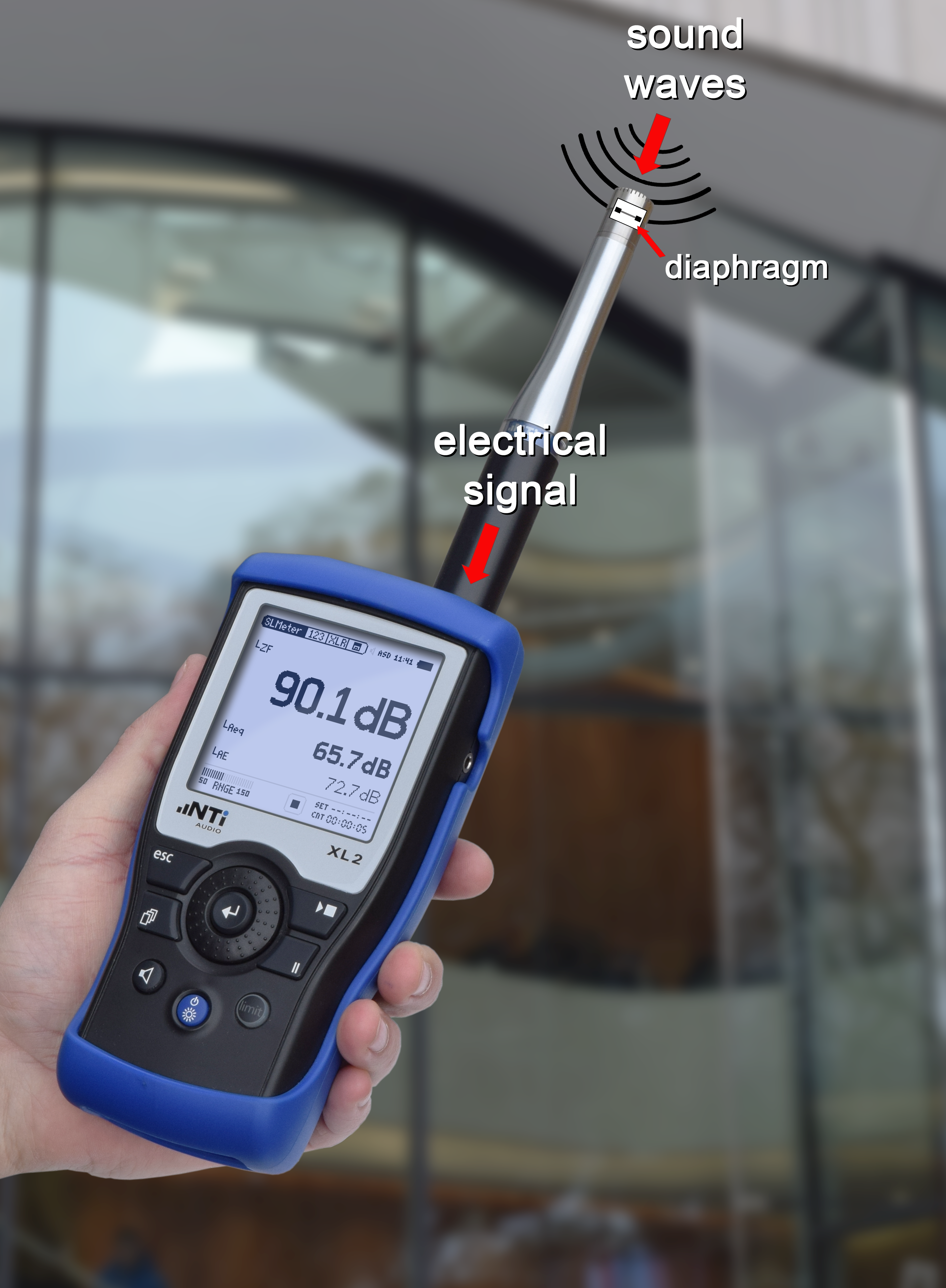
Las ondas de presión sonora se convierten en una señal eléctrica y se muestran como un nivel de presión sonora en un sonómetro.

El aislamiento acústico se refiere al conjunto de materiales, técnicas y tecnologías desarrolladas para aislar o atenuar el nivel sonoro en un determinado espacio. Se suele lograr con la actuación sobre las paredes (aislamiento de paredes) y de las ventanas (doble acristalamiento acústico).

## Ideas básicas
Aislar supone impedir que un sonido penetre en un medio o que salga de él. Por ello, para aislar, se usan tanto materiales absorbentes, como materiales aislantes. Al incidir la onda acústica sobre un elemento constructivo, una parte de la energía se refleja, otra se absorbe y otra se transmite al otro lado. El aislamiento que ofrece el elemento es la diferencia entre la energía incidente y la energía transmitida, y se transmite la incidente, menos la suma de la parte reflejada y la parte absorbida. 
Los materiales actúan de dos maneras ante la incidencia de un sonido, absorción y aislamiento; hay que puntualizar que todos los materiales actúan más o menos de las dos maneras, pero de algún modo hay que distinguir ambas maneras de aislar. 
1. Aíslan (o reducen) el sonido aquellos materiales de obra rígidos que dificultan el paso del sonido en función de su espesor y su masa. En este caso hay que hacer una cierta matización. La reducción se hace en unos ciertos valores de la gama de frecuencias de los sonidos; cada material o conjunto de materiales que forman una unidad de obra, tiene una frecuencia de resonancia y los sonidos que contienen esa frecuencia lo hacen "entrar en resonancia", de modo que son capaces de aislar en parte el resto de las frecuencias pero en mucha menor medida la de resonancia; como ejemplo, es el caso de los materiales pesados que transmiten con cierta facilidad las frecuencias bajas (tonos bajos).
2. Por el contrario, son materiales absorbentes aquellos cuya consistencia es elástica, tales como el aglomerado de corcho, los compuestos por diversos tipos de goma o ciertos materiales aislantes térmicos; en este caso absorben el sonido en general en cualquier gama de frecuencias, puesto que su elasticidad no tiene frecuencia de resonancia y su absorción depende solo de su espesor, no de su masa.

Existen diversos factores básicos que intervienen en la consecución de un buen aislamiento acústico:
- Factor másico. El aislamiento acústico se consigue principalmente por la masa de los elementos constructivos: a mayor masa, mayor resistencia opone al choque de la onda sonora y mayor es la atenuación. Por esta razón, no conviene hablar de aislantes acústicos específicos, puesto que son los materiales normales y no como ocurre con el aislamiento térmico.
- Factor multicapa. Cuando se trata de elementos constructivos constituidos por varias capas, una disposición adecuada de ellas puede mejorar el aislamiento acústico hasta niveles superiores a los que la suma del aislamiento individual de cada capa, pudiera alcanzar. Cada elemento o capa tiene una frecuencia de resonancia que depende del material que lo compone y de su espesor. Si el sonido (o ruido) que llega al elemento tiene esa frecuencia producirá la resonancia y al vibrar el elemento, producirá sonido que se sumará al transmitido. Por ello, si se disponen dos capas del mismo material y distinto espesor, y que, por lo tanto, tendrán distinta frecuencia de resonancia, la frecuencia que deje pasar en exceso la primera capa, será absorbida por la segunda.
- Factor de disipación. También mejora el aislamiento si se dispone entre las dos capas un material absorbente. Estos materiales suelen ser de poca densidad (30 kg/m³-70 kg/m³) y con gran cantidad de poros y se colocan normalmente porque además suelen ser también buenos aislantes térmicos. Así, un material absorbente colocado en el espacio cerrado entre dos tabiques paralelos mejora el aislamiento que ofrecerían dichos tabiques por sí solos. Un buen ejemplo de material absorbente es la lana de roca, actualmente el más utilizado en este tipo de construcciones.

La reflexión del sonido puede atenuarse también colocando una capa de material absorbente en los paramentos de los elementos constructivos, aunque estas técnicas pertenecen más propiamente al ámbito de la acústica.
Las soluciones de aislamiento acústico se diseñan teniendo en consideración los factores masivos, multicapa y de disipación, entre otras.

## Fenómenos acústicos
- Transmisión del ruido de impacto. Es el ruido que se genera cuando un medio físico vibra como consecuencia de las ondas producidas por el impacto de algún material contra otro.
- Transmisión del ruido aéreo. Es el proceso de propagación de ondas sonoras ruidosas desde un espacio a otro a través del aire.
- La reflexión. Es cuando una onda sonora rebota sobre una superficie, produciendo el aumento del ruido debido a la sumatoria que proporciona el impacto de las ondas sobre paredes, techos pisos produciendo as

## Normativa
- ISO 140, Acústica - Medida del aislamiento acústico de edificios y elementos de construcción (derogada por ISO 16283)
- ISO 354, Acústica - Medida de la absorción acústica en cámara reverberante.
- ISO 717, Acústica - Evaluación del aislamiento acústico de los edificios y del poder de aislamiento acústico de los elementos de construcción.
- ISO 16283, Acústica. Medición in situ del aislamiento acústico en los edificios y en los elementos de construcción.

### España
- NBE CA 88 - Norma Básica de Edificación (NBE), Condiciones Acústicas en los Edificios.
- CTE DB-HR - Código Técnico de la Edificación, Documento Básico, Protección frente al ruido. Septiembre 2009.